# Rabenschüssel
Die Rabenschüssel ist eine Felsenformation und ein Aussichtspunkt bei Jena im Ortsteil Maua an der Grenze zum Saale-Holzland-Kreis. Ihr Name bezieht sich auf eine schüsselartiges Becken, das vom Aussichtspunkt eingesehen werden kann.

## Geologie
Die Rabenschüssel gehört zu den Schichten des Buntsandsteins, die im mittleren Saaletal aufgeschlossen werden. Sie ist Teil des Mittleren Buntsandsteins, der hier aufgrund der Herkunft als Wüstensediment rötlich erscheint. Die Höhe der Felsen beträgt bis zu 14 m. Vereinzelt kam es in den letzten Jahren zu Felsstürzen. Die Felsen sind zugleich die nordwestliche Spitze des Thüringer Holzlandes und damit Teil der Saale-Elster-Sandsteinplatte.

## Klettern / Bouldern
Die Rabenschüssel ist das natürliche Trainingsgebiet für die Jenaer Kletter- und Boulderszene. Sie ist zugleich das einzige Sandsteinklettergebiet in Thüringen. Geklettert wird im Felsgebiet seit 1914. Derzeit sind 43 Wege für die Felsen dokumentiert, wobei meist gequert wird. Es besteht Magnesiaverbot. Die wenigen vorhandenen Ringe dienen der Toprope-Sicherung. Betreut wird das Klettergebiet vom Bergsportverein Jena e. V. An der Rabenschüssel besteht Steinschlag- und Felssturzrisiko.

## Links
- Felsinformationssystem des Deutschen Alpenvereins
- Routenbeschreibungen auf privater Webseite
- Fotos und Beschreibung auf weiterer privater Webseite